# سامسون و دلیله (فیلم ۱۹۲۲)
سامسون و دلیله (به انگلیسی: Samson and Delilah) فیلمی به کارگردانی الکساندر کوردا محصول اتریش است که در سال ۱۹۲۲ منتشر شد.